# 淡路站
淡路站（日语：／ Awaji eki */?）是位於日本大阪府大阪市東淀川區東淡路四丁目的阪急電鐵車站，車站編號為HK-63。
通勤特急以外的全種別列車停車。本站因京都本線與千里線兩路線於此平面交叉，具有轉乘車站的功能。另外於2019年3月16日時，西日本旅客鐵道（JR西日本）大阪東線延伸開業並設置JR淡路車站，本站成為阪急與JR線的轉乘車站。
現正進行高架化工程中，高架化完成後京都本線與千里線分離，改良為上下兩層構造的立體交叉。

## 歷史
- 1921年（大正10年）4月1日 - 北大阪電氣鐵道（日语：北大阪電気鉄道）的十三站～本站～豐津站間同時通車營運[4]。
- 1923年（大正12年）4月1日 - 隨著路線讓渡，成為新京阪鐵道（日语：新京阪鉄道）的車站[4]。
- 1925年（大正14年）10月15日 - 天神橋車站（現在的天神橋筋六丁目站）～本站間開業[4]。
- 1928年（昭和3年）1月16日 - 本站～高槻町車站（現在的高槻市站）間開業[4]。
- 1930年（昭和5年）9月15日 - 因應公司合併而成為京阪電氣鐵道的車站[4]。當時京都西院車站（現在西院車站）～本站～天神橋車站間為新京阪線、十三車站～本站間為十三線、本站～千里山車站間為千里山線。
- 1943年（昭和18年）10月1日 - 隨著戰時合併，成為京阪神急行電鐵（現在的阪急電鐵）的車站[4]。
- 1949年（昭和24年）12月1日 - 從京阪電氣鐵道分離並改稱為京都本線[4]。
- 1954年（昭和29年）3月30日 - 廢除1號線。
- 1959年（昭和34年）2月18日 - 線路名稱重編。京都本線的本站 - 天神橋車站間改為千里山線，十三線改為京都本線[4]。
- 1967年（昭和42年）3月1日 - 千里山線改稱為千里線[4]。
- 1969年（昭和44年）12月6日 - 隨著大阪市營地下鐵堺筋線開業，至北千里車站、高槻市車站的相互直通運轉開始。
- 2008年（平成20年）9月 - 高架化工程開工。
- 2019年（平成31年）3月16日 - JR西日本大阪東線・JR淡路車站開業，成為轉乘站。

## 車站結構
島式月台2面4線的地面車站，列車可待避。

### 月台配置
| 月台 | 路線     | 方向 | 目的地                               |
| ---- | -------- | ---- | ------------------------------------ |
| 2、3 | 京都本線 | 上行 | 茨木市、高槻市、京都河原町、嵐山方向 |
| 2、3 | 千里線   | 上行 | 吹田、山田、北千里方向               |
| 4、5 | 京都本線 | 下行 | 十三、大阪梅田方向                   |
| 4、5 | 千里線   | 下行 | 天神橋筋六丁目、日本橋、天下茶屋方向 |

### 配線圖
| | ↑ 吹田・北千里方向             |                        |
| ← 大阪梅田・十三方向 | 淡路車站内配線略圖             | → 京都河原町・嵐山方向 |
| | ↓ 天神橋筋六丁目・天下茶屋方向 |                        |
| 图例 参考文献：川島令三、『東海道ライン 全線・全駅・全配線 第7巻 大阪エリア - 神戸駅』ISBN 978-479420498-1 12p、 講談社、2009年 ※ 跨越的藍線是大阪東線 |                                |                        |

### 平面交叉

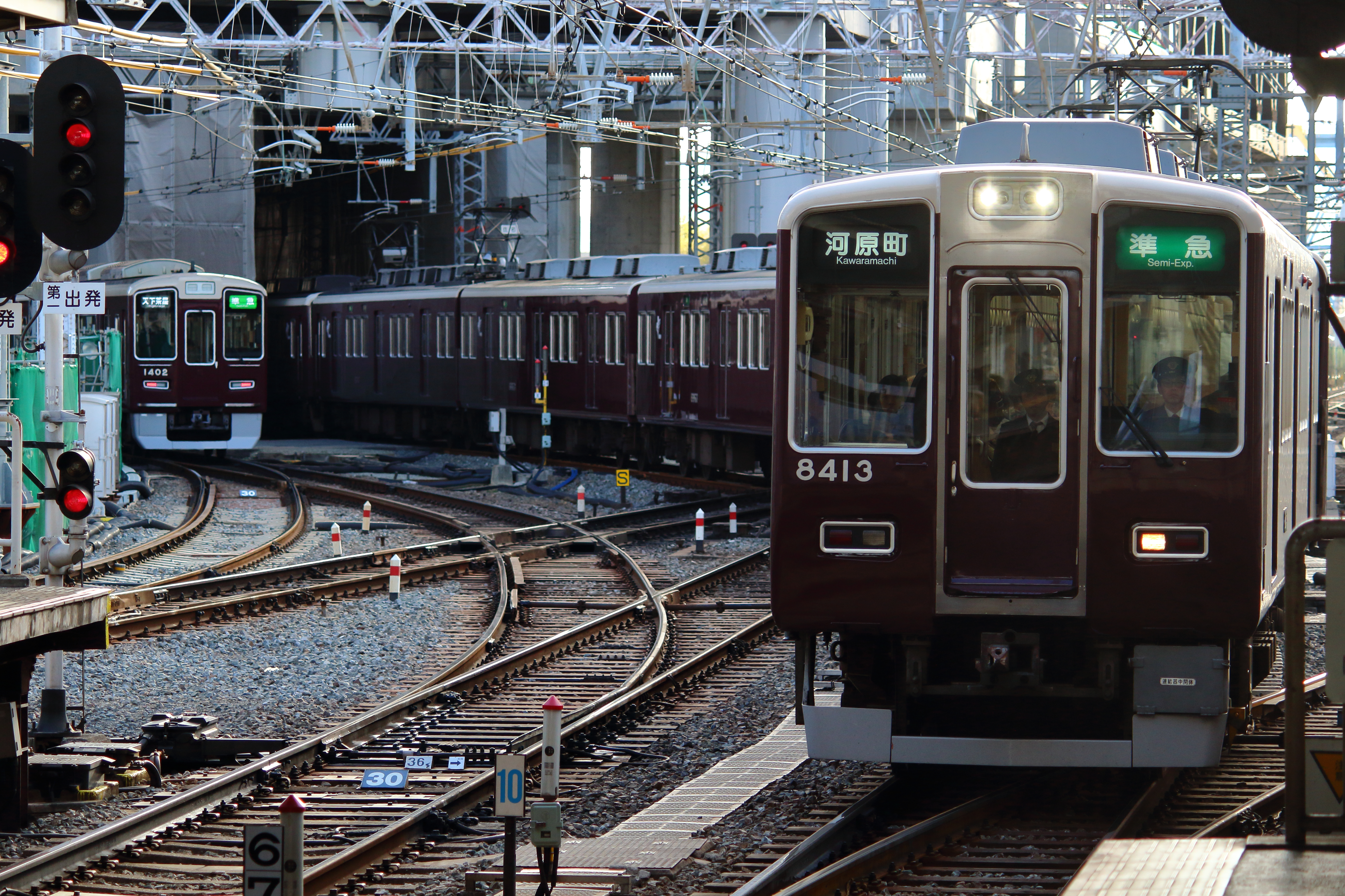
通過下行方向的平面交叉，天下茶屋開往河原町的準急入線。(2017年12月30日)

## 阪急京都線、千里線連續立體化工程
目前京都本線有3.3公里（崇禪寺站附近－上新站附近）和千里線3.8公里（柴島站附近－吹田站 (阪急)附近）正在進行鐵路高架化工程（連續立體交叉事業），完工後可以解除本站兩路線平面交叉的問題，另拆除17座在施工路段內的平交道。自2008年（平成20年）9月開始動工，預定於2024年末切換至高架新線。
新站房建為4層，位置則向現在的車站往東南移動若干。車站樓層配置上，2樓是剪票口與穿堂，3樓為上行月台，4階為下行月台。如此一來京都本線與千里線立体交叉化，可解除前述的時刻表瓶頸問題。兩路線加上該站北側以土堤方式通過的JR大阪東線，因此立體交叉是絕對必要的。站體高度會超過近年以同樣構造高架化，24公尺高的京急蒲田車站，約30公尺高。
在主要的施工區間內，不採用先施作臨時軌，切換後在原線土地興建高架線的施工方式，而是採用直接在原路線正上方興建高架線的「直上高架方式」。
在本工程進行的同時，大阪市也在車站東邊進行土地重劃工程。因為車站周邊有相當密集但是已經老舊的木造建築和狹小的道路，是防災的一大問題。藉著這次車站的高架工程，順便將與車站前相應的街區與道路進行重劃。

## 使用情況
2019年（令和元年）度特定日的上下車人次為42,272人。
各年度1日平均上下車、上車人次數如下表。
| 年度   | 特定日     | 特定日   | 特定日     | 特定日   | 1日平均 上車人次 | 來源     |
| 年度   | 京都本線   | 京都本線 | 千里線     | 千里線   | 1日平均 上車人次 | 來源     |
| 年度   | 上下車人次 | 上車人次 | 上下車人次 | 上車人次 | 1日平均 上車人次 | 來源     |
| ------ | ---------- | -------- | ---------- | -------- | ---------------- | -------- |
| 1990年 | 30,010     | 14,881   | 19,518     | 9,912    | 28,305           | [ * 1 ]  |
| 1991年 | -          | -        | -          | -        | 32,186           |          |
| 1992年 | 29,315     | 14,198   | 18,036     | 9,477    | 29,258           | [ * 2 ]  |
| 1993年 | -          | -        | -          | -        | 29,171           |          |
| 1994年 | -          | -        | -          | -        | 27,880           |          |
| 1995年 | 27,751     | 13,367   | 17,045     | 8,865    | 26,911           | [ * 3 ]  |
| 1996年 | 27,937     | 13,741   | 16,695     | 8,417    | 27,624           | [ * 4 ]  |
| 1997年 | 29,826     | 15,337   | 16,531     | 8,175    | 26,063           | [ * 5 ]  |
| 1998年 | 28,514     | 14,476   | 16,642     | 8,144    | 24,821           | [ * 6 ]  |
| 1999年 | -          | -        | -          | -        | 24,270           |          |
| 2000年 | 26,872     | 13,380   | 15,755     | 7,899    | 22,934           | [ * 7 ]  |
| 2001年 | 25,400     | 12,652   | 15,631     | 7,724    | 22,436           | [ * 8 ]  |
| 2002年 | 24,691     | 12,361   | 14,737     | 7,185    | 21,625           | [ * 9 ]  |
| 2003年 | 24,330     | 12,160   | 14,299     | 6,886    | 21,369           | [ * 10 ] |
| 2004年 | 23,341     | 11,645   | 12,706     | 5,387    | 20,958           | [ * 11 ] |
| 2005年 | 23,705     | 11,794   | 13,796     | 6,624    | 18,973           | [ * 12 ] |
| 2006年 | 22,815     | 11,380   | 13,365     | 6,324    | 19,943           | [ * 13 ] |
| 2007年 | 23,558     | 11,718   | 13,542     | 6,381    | 19,927           | [ * 14 ] |
| 2008年 | 22,967     | 11,471   | 13,426     | 6,282    | 20,432           | [ * 15 ] |
| 2009年 | 22,270     | 11,029   | 13,191     | 6,031    | 19,036           | [ * 16 ] |
| 2010年 | 22,759     | 11,363   | 12,771     | 5,637    | 18,536           | [ * 17 ] |
| 2011年 | 22,768     | 11,362   | 12,647     | 5,508    | 19,060           | [ * 18 ] |
| 2012年 | 21,322     | 10,540   | 11,967     | 5,217    | 18,632           | [ * 19 ] |
| 2013年 | 21,152     | 10,453   | 11,597     | 5,011    | 17,800           | [ * 20 ] |
| 2014年 | 21,116     | 10,417   | 11,613     | 4,987    | 17,560           | [ * 21 ] |
| 2015年 | 21,722     | 10,850   | 11,889     | 4,999    | 17,500           | [ * 22 ] |
| 2016年 | 21,123     | 10,485   | 11,682     | 4,900    | 17,789           | [ * 23 ] |
| 2017年 | 21,652     | 10,822   | 12,036     | 4,994    | 17,448           | [ * 24 ] |
| 2018年 | 21,778     | 10,857   | 11,922     | 4,683    |                  | [ * 25 ] |
| 2019年 | 25,429     | 12,674   | 16,843     | 8,631    |                  | [ * 26 ] |

## 車站周邊
- JR淡路站：步行距離約300公尺。
- 淡路本町商店街
  - Izumiya 淡路店
  - 三菱UFJ銀行 淡路分行
  - 東淀川淡路郵局
  - Matsuya Denki 淡路店
- 東淡路商店街(因土地區劃整理而自2013年3月至今移建中)
- Akashiya 淡路店
- 大阪市立東淀川圖書館
- 東淀川東淡路郵局
- 東淀川菅原七郵局
- 東淀川區老人福祉中心
- 淡路地區福祉・生活支援中心
- 東淡路南公園（日本國鐵EH10型電力機車的61號機車被靜態保存於此，是唯一獲保存之該型機車。）

## 相鄰車站
阪急電鐵
 京都本線
■快速特急
十三（HK-03）－淡路（HK-63）－桂（HK-81）
■通勤特急
通過
■特急、■準特急
十三（HK-03）－淡路（HK-63）－茨木市（HK-69）
■急行、■準急
南方（HK-61）－淡路（HK-63）－上新（HK-64）
■普通
崇禪寺（HK-62）－淡路（HK-63）－上新（HK-64）
 千里線
■準急（堺筋準急）
天神橋筋六丁目（K11）－淡路（HK-63）－上新庄（京都本線）（HK-64）
■普通
柴島（HK-87）－淡路（HK-63）－下新（HK-88）

### 來源
1. ↑  . 阪急ワールド全集 4. 阪急電鉄株式会社コミュニケーション事業部. 2001: 90・130頁. ISBN 4-89485-051-6.
2. ↑  大阪府統計年鑑（平成29年）PDF
3. ↑  .   [2019-06-09]. （原始内容存档于2019-06-09）.
4. 1 2 3 4 5 6 7 8 9  生田誠. . 懐かしい沿線写真で訪ねる. 彩流社. 2013: 4–6・14–15頁. ISBN 978-4-7791-1726-8.
5. ↑  . 大阪市.   [2019-03-09]. （原始内容存档于2021-02-06） （日语）.
6. ↑  . 大阪市.   [2019-03-09]. （原始内容存档于2020-11-18） （日语）.
7. ↑  阪急京都線・千里線連続立体交差事業パンフレット3PDF（563.78 KiB）
8. ↑  阪急京都線・千里線連続立体交差事業パンフレット4PDF（789.95 KiB）
9. ↑  .   [2019-06-08]. （原始内容存档于2020-11-24）.

### 使用情況來源
私鐵統計資料
1. ↑  .   [2019-07-30]. （原始内容存档于2013-10-05）.
2. ↑  .   [2019-07-30]. （原始内容存档于2016-04-21）.

大阪府統計年鑑
1. ↑  大阪府統計年鑑（平成3年）PDF
2. ↑  大阪府統計年鑑（平成5年）PDF
3. ↑  大阪府統計年鑑（平成8年）PDF
4. ↑  大阪府統計年鑑（平成9年）PDF
5. ↑  大阪府統計年鑑（平成10年）PDF
6. ↑  大阪府統計年鑑（平成11年）PDF
7. ↑  大阪府統計年鑑（平成13年）PDF
8. ↑  大阪府統計年鑑（平成14年）PDF
9. ↑  大阪府統計年鑑（平成15年）PDF
10. ↑  大阪府統計年鑑（平成16年）PDF
11. ↑  大阪府統計年鑑（平成17年）PDF
12. ↑  大阪府統計年鑑（平成18年）PDF
13. ↑  大阪府統計年鑑（平成19年）PDF
14. ↑  大阪府統計年鑑（平成20年）PDF
15. ↑  大阪府統計年鑑（平成21年）PDF
16. ↑  大阪府統計年鑑（平成22年）PDF
17. ↑  大阪府統計年鑑（平成23年）PDF
18. ↑  大阪府統計年鑑（平成24年）PDF
19. ↑  大阪府統計年鑑（平成25年）PDF
20. ↑  大阪府統計年鑑（平成26年）PDF
21. ↑  大阪府統計年鑑（平成27年）PDF
22. ↑  大阪府統計年鑑（平成28年）PDF
23. ↑  大阪府統計年鑑（平成29年）PDF
24. ↑  大阪府統計年鑑（平成30年）PDF
25. ↑  大阪府統計年鑑（令和元年）PDF
26. ↑  大阪府統計年鑑（令和2年）PDF

## 外部連結
- 淡路 - 阪急電鐵
- 阪急電鐵京都線・千里線（淡路車站附近）連續立體化工程 （页面存档备份，存于） （日語）
- 大阪市市政 都市計劃道路文宣 （页面存档备份，存于） （日語） - （可閱覽阪急京都線・千里線連續立體化工程的文宣）